# Бранковића Кула
Кула Бранковића је археолошки локалитет који се налази се у Требињу, у градском насеље Полице. Спада у куле стражаре.

## Историја
Сматра се да је саграђена 1323. године од стране војводе Младена Младеновића, који је био обласни господар Требиња и Драчевице за вријеме краља Стефана Дечанског. Војводу Младена је наслиједио његов син Бранко, који је управљао овим крајем све до намјештења у Охрид, када га је цар Стефан Душан удостојио звања севастократора, државног управитеља јужних крајева Царства. По историјским изворима сматра се да је кула припадала војводи Младену и његовом сину Бранку, док код локалног становништва влада вјеровање да је кула припадала Вуку Бранковићу.
Али некадашња народна нагађања нису била ни далеко од данашњих тумачења историчара. Још од Марва Орбина, историја војводу Младена сматра родоначелником властеоског рода Бранковића. Властела Бранковића је у епској традицији неправично оклеветана за издају на Косову. Вук Бранковић је унук војводе Младена и најмлађи син Бранка Младеновића.

## Тренутно стање
Тренутно кула није на листи културних споменика Републике Српске. Иако кула потиче из 14. вијека, није је урушио зуб времена. У цјелости је са оба своја нивоа. За њену обнову ништа конкретно није урађено. Кула је зарасла у драчу и заборав, док су јој темељи поткопани. Кула се тренутно налази на приватном власништву.